# Buxentum
Buxentum (griechisch Πυξοῦς Pyxous oder Πύξις Pyxis) war eine antike Stadt in der Landschaft Lukanien in Großgriechenland. Sie lag am Golf von Policastro. Der heutige Name ist Policastro Bussentino, einem Ortsteil der Stadt Santa Marina.
Altgriechische Münzen zeigen, dass die Stadt schon im 6. Jahrhundert v. Chr. bestand, bevor sie 467 v. Chr. durch Kolonisten aus Messene (heute Messina) unter Führung des Mikythos neu gegründet wurde. Seit 194 v. Chr. war Buxentum römische Kolonie; die Koloniegründung wurde 186 v. Chr. erneuert. Seit 89 v. Chr. war die Stadt Municipium und gehörte seit augusteischer Zeit zur 3. Region Italiens.
Seit dem 6. Jahrhundert war Buxentum ein Bischofssitz.